# Chrysopogon aureus
Chrysopogon aureus là một loài ruồi trong họ Asilidae. Chrysopogon aureus được Clements miêu tả năm 1985. Loài này phân bố ở miền Australasia.